# Atlantoraja
Atlantoraja — род хрящевых рыб семейства Arhynchobatidae отряда скатообразных. Их крупные, уплощённые грудные плавники образуют диск в форме ромба с выступающим рылом. На вентральной стороне диска расположены 5 жаберных щелей, ноздри и рот. Достигают длины 132 см. Обитают в тропических и субтропических водах Атлантического океана. Встречаются на глубине до 181 м. Откладывают яйца, заключённые в четырёхконечную роговую капсулу. 
Название рода происходит от географического места обитания (Атлантический океан) и слова лат. raja — «хвостокол».

## Классификация
В настоящее время к роду относят 3 вида:
- Atlantoraja castelnaui (A. Miranda-Ribeiro, 1907)
- Atlantoraja cyclophora  (Regan, 1903)
- Atlantoraja platana  (Günther, 1880)[5]